# RusFighters
Профессиональный спортивный клуб «RusFighters» (ПСК «RusFighters») — профессиональный клуб бойцов смешанного стиля (ММА), (т.н. «бои без правил»), имеющий тренировочные базы в Санкт-Петербурге, Омске и Братске. Спортсмены, входящие в него, являются победителями и призёрами многих соревнований.

## История
ПСК «RusFighters» был основан в Санкт-Петербурге в 2004 году на базе спортивного клуба «Лидер Спорт» (тренер — Сергей Никитин). Позже к клубу присоединились тренировочные базы в Омске (СК «Сатурн Профи», Кавказ Султанмагомедов) и Братске (СК «Поединок», Константин Климов).

## Руководство
- Президент — Константин Климов
- Вице-президент — Алексей Жернаков
- Директор по спортивному развитию — Сергей Никитин

## Известные бойцы клуба
- Александр Сарнавский[2]
- Александр Шлеменко[3]
- Андрей Корешков[4]
- Алексей Буторин
- Алексей Полпудников
- Бага Агаев
- Венер Галиев[5]
- Тимур Нагибин
- Шамиль Завуров[6]
- Михаил Царёв[7]